# Episodi di Delitti in Paradiso (sesta stagione)
La sesta stagione della serie televisiva Delitti in Paradiso, composta da 8 episodi della durata di 60 minuti ciascuno, è stata trasmessa in prima visione assoluta nel Regno Unito da BBC One dal 5 gennaio al 23 febbraio 2017. Kris Marshall lascia la serie, Ardal O'Hanlon entra nel cast principale.
In Italia la stagione è stata trasmessa in prima visione su Rai 2 dal 9 luglio al 27 agosto 2017.
| nº | Titolo originale             | Titolo italiano                | Prima TV Regno Unito | Prima TV Italia |
| -- | ---------------------------- | ------------------------------ | -------------------- | --------------- |
| 1  | Erupting in Murder           | Ai piedi del vulcano           | 5 gennaio 2017       | 9 luglio 2017   |
| 2  | The Secret of the Flame Tree | Omicidio letterario            | 12 gennaio 2017      | 16 luglio 2017  |
| 3  | The Impossible Murder        | Un impossibile omicidio        | 19 gennaio 2017      | 23 luglio 2017  |
| 4  | Stumped in Murder            | L'ultima partita               | 26 gennaio 2017      | 30 luglio 2017  |
| 5  | Man Overboard – Part One     | L'uomo in mare (prima parte)   | 2 febbraio 2017      | 6 agosto 2017   |
| 6  | Man Overboard – Part Two     | L'uomo in mare (seconda parte) | 9 febbraio 2017      | 13 agosto 2017  |
| 7  | In the Footsteps of a Killer | Il mistero del settimo anno    | 16 febbraio 2017     | 20 agosto 2017  |
| 8  | Murder in the Polls          | Delitto in cabina              | 23 febbraio 2017     | 27 agosto 2017  |

## Ai piedi del vulcano
- Titolo originale: Erupting in Murder
- Diretto da: Claire Winyard
- Scritto da: Robert Thorogood e Dana Fainaru

### Trama
Stephen Langham è un vulcanologo che lavora nell'osservatorio insieme al fratello Daniel, e alle colleghe Victoria Baker e Megan Colley. Il gruppo studia il Monte Esmee, il vulcano di Saint Marie, e il sismometro ai piedi del monte rivela dei segnali, quindi Stephen progetta un'escursione solitaria per approfondire la cosa. Purtroppo Humphrey deve indagare sulla morte di Stephen, è stato trovato morto ai piedi del vulcano.
La prima cosa notata da Humphrey è che nell'attrezzatura di Stephen manca una torcia elettrica, che sarebbe stata indispensabile per un'escursione notturna. La porta d'ingresso dell'osservatorio può essere aperta solo dalla tessera del personale, e il suo utilizzo viene sempre registrato, l'ultimo che ha usato la tessera è stato Stephen quando è uscito per l'escursione, come viene testimoniato dalla videocamera all'ingresso che lo vede di spalle mentre esce, poi il giorno dopo la porta è stata aperta da Victoria quando ha accolto Joseph Richards (il sindaco di Saint Marie) all'osservatorio. Humphrey trova nella stanza di Stephen una fiala aperta di fenolftaleina.
JP scopre che Megan, pur essendo venuta da Dublino, non c'è traccia del suo arrivo a Saint Marie non essendoci confronti con il suo passaporto, addirittura risulta che lei ora dovrebbe stare in Cina; la donna ammette che Megan Colley era sua amica all'università, il suo vero nome è Emer Byrne, non è riuscita a finire gli studi e si è appropriata dell'identità dell'amica per ottenere il lavoro a Saint Marie. Martha, che era in vacanza in Venezuela, torna Saint Marie per stare con Humphrey.
Scoprendo nel dettaglio sia la vita professionale che famigliare della vittima, la polizia viene a sapere che Victoria aveva rubato del materiale da ricerca di Stephen per pubblicarlo, Stephen la perdonò solo perché erano amanti, invece il fratello Daniel è dipendente dalle droghe, Stephen gli prestava anche dei soldi. Stando a quanto afferma la scientifica Stephen è morto per ipossia, non ci sono segni di strangolamento quindi è probabile che a ucciderlo sia stato un infarto. 
Dwayne scopre che Richards ha molto denaro, nascosto in fondi bancari non registrati, Patterson gli rivela che ha sempre sospettato che Richards sia un uomo disonesto, progetta già da tempo di costruire un hotel su una spiaggia vicina al Monte Esmee, e in effetti ha ottenuto l'autorizzazione sebbene Stephen si opponesse data la pericolosità di costruire un albergo vicino a una zona vulcanica. Dwayne informa Humphrey che Richards ha prelevato 4 000 000 di dollari da un conto a Guadalupa e poi quando Humphrey scopre che a firmare l'autorizzazione per edificare sulla spiaggia è stata Victoria, capisce il movente che ha portato alla morte di Stephen.
La polizia arresta Victoria, Richards, Emer e Daniel, tutti loro avevano cospirato per uccidere Stephen il quale non autorizzava i lavori edili per la realizzazione dell'albergo, Richards quindi ha pagato i colleghi di Stephen affinché lo uccidessero in cambio dei soldi che aveva prelevato a Guadalupa, li aveva messi in una valigetta che poi ha consegnato a Victoria, ma Humphrey e Florence l'aveva trovata nella camera da letto della donna. Per uccidere Stephen hanno rilasciato dell'anidride carbonica nella sua stanza, Humphrey lo aveva capito dalla fenolftaleina che infatti era diventata incolore reagendo con il gas, Daniel e Emer lo avevano portato di nascosto alle pendici del vulcano, in realtà quello che le videocamere avevano ripreso uscire non era Stephen ma Daniel, di spalle non era possibile riconoscerlo, Daniel ha usato il tesserino del fratello per uscire dall'edificio, lui e Emer hanno poi trascorso la notte fuori in attesa che arrivasse Richards e che Victoria aprisse la porta al sindaco così che nessuno credesse che tra la scomparsa di Stephen e la visita di Richards qualcun altro avesse usato i tesserini. Avevano attirato Stephen in una trappola, facendo in modo che lui programmasse l'escursione per indagare sulle onde sismiche rilevate dal sismometro, ma che in realtà era state causate dalla vibrazione di un cellulare lasciato dentro il macchinario, lo sbaglio che hanno commesso è stato quello di non mettere una torcia elettrica accanto al corpo di Stephen quando lo avevano lasciato ai piedi del monte.
Dwayne, facendosi ammaliare dalla bellezza della giornalista Justine Tremblay, la quale sta scrivendo un articolo sulla polizia dell'isola, non fa che dire cose oltraggiose su Patterson, e lei pubblica tutte le sue dichiarazioni, facendo arrabbiare il commissario, che seppur a fatica, lo perdona. Humphrey e Martha ormai trascorrono sempre più tempo insieme e alla fine i due diventano una coppia.

## Omicidio letterario
- Titolo originale: The Secret of the Flame Tree
- Diretto da: Jermain Julien
- Scritto da: Robert Thorogood e Kelly Jones

### Trama
Martha è in vacanza a Montserrat, ma torna a Saint Marie per trascorrere le sue vacanze con Humphrey, intanto Florence deve indagare sulla morte della sua amica Esther che è stata ritrovata morta su una spiaggia, dopo essere caduta da un dirupo. Esther stava partecipando a un festival letterario e si era allontanata dieci minuti prima della sua morte. Humphrey può stabilire l'ora del decesso dall'orologio da polso che Esther portava poiché le lancette si sono fermate a causa dell'impatto. Alla festa erano presenti alcuni conoscenti di Esther: Anna, la sua docente all'università, e il marito Oliver, la scrittrice del romanzo L'albero fiamma Sylvie Baptiste, a cui è dedicato il festival, e Patricia, l'assistente di Sylvie.
Nei dieci minuti tra il momento in cui Esther aveva lasciato la festa e la sua morte nessuno si era allontanato dal festival: Patricia era sul palco a leggere i versi del romanzo avendo per sfondo i paesaggi che rappresentavano le ambientazioni della trama, mentre Oliver, Anna e Sylvie erano seduti in mezzo al pubblico. Sembra che quello di Esther sia stato un suicidio, tra gli effetti personali della vittima c'era una penna stilografica e una lettera dove spiegava le ragioni che l'avevano spinta a togliersi la vita, ma Humphrey nota che, benché Esther avesse firmato la lettera a penna, il resto era scritto a computer.
Oliver e sua moglie Anna avevano un movente per volerla morta: Oliver ubriaco cercò di molestarla, lei voleva denunciarlo, Oliver ha rinunciato a tutto per supportare la carriera della moglie e lei gli perdona le sue infedeltà ma a patto che Oliver agisca con discrezione, ma se Esther lo avesse denunciato la loro reputazione sarebbe andata distrutta. Dwayne e JP vanno nel bungalow vicino alla scena del crimine e scoprono che è intestato a Sylvie, lì ci vive la sorella Lizzie, affetta da disturbo mentale. La polizia va nella casa di Esther e scopre che il suo computer portatile è stato rubato.
Florence controlla meticolosamente il materiale da ricerca di Esther scoprendo che stava indagando sul romanzo di Sylvie e a quanto pare L'albero fiamma è un plagio, i versi del libro erano stati scritti da Lizzie, ma lei per via dei suoi disturbi mentali non sarebbe mai stata capace di pubblicare un libro. Sylvie non ha mai avuto talento letterario, oltre al fatto che ha problemi di alcolismo, quindi si è appropriata del lavoro di Lizzie è ha pubblicato il libro che le ha dato il suo successo. Esther lo aveva scoperto e voleva scrivere un articolo per denunciare Sylvie, ma Patricia su richiesta di Sylvie, le rubò il computer con tutti i dati che aveva raccolto.
Humphrey non riesce però a capire chi possa averla uccisa, anche perché erano tutti al festival mentre Esther è stata gettata dal dirupo, Dwayne acquista un audiolibro del romanzo L'albero fiamma e Humphrey ripensando al fatto che il suo collega sta ascoltando una registrazione dei versi del romanzo, capisce chi è il colpevole. Humphrey ha capito che è stata Patricia a uccidere Esther, all'inizio era sul palco a leggere i versi del romanzo per il pubblico, ma poi con la scusa di voler dare spazio alle foto dei paesaggi che facevano da sfondo, si è ritirata dietro la tenda, e ne ha approfittato per allontanarsi e raggiungere Esther buttandola dal dirupo, nessuno aveva notato l'assenza di Patricia perché mentre si era ritirata dietro la tenda aveva attivato il registratore che ha continuato a narrare i versi del romanzo al suo posto, Patricia aveva letto il libro registrando la sua voce, e proprio con la registrazione della sua voce aveva tratto in inganno coloro che erano al festival. Col computer aveva scritto quella lettera per far sì che tutto pensassero che Esther si fosse suicidata, la firma era simile a quella della ragazza, essendo l'assistente di Sylvie spesso autografava i libri al suo posto e infatti Patricia aveva imparato a contraffare una firma, lo sbaglio è stato usare una penna a sfera, quando Esther invece faceva uso della stilografica. Patricia sapeva che Esther avrebbe rovinato la carriera di Sylvie se avesse pubblicato le sue scoperte e per riflesso anche la carriera di Patricia sarebbe andata distrutta, Patricia viene arrestata mentre la polizia ha fatto pubblicare le scoperte di Esther, ora la proprietà intellettuale del romanzo L'albero fiamma verrà attestata a Lizzie.
Catherine, non molto contenta del nuovo aspirante sindaco, decide di presentare la sua candidatura. Humphrey invece cerca di confortare Florence, la quale si è rivelata un ottimo detective, e senza il suo duro lavoro lui non avrebbe mai scoperto chi aveva ucciso Esther, rendendole giustizia.

## Un impossibile omicidio
- Titolo originale: The Impossible Murder
- Diretto da: Claire Winyard
- Scritto da: Robert Thorogood e Alex Walker

### Trama
Humphrey porta Martha in un'isola privata dove si trova l'Hotel Cecile di proprietà dei fratelli Taylor (Elliot e Charlie). Mentre Humphrey e Martha cenano insieme nella sala ristorante, sentono la cuoca Ernestine urlare: ha trovato Charlie morto nella sua stanza. Humphrey, dato che si trova già sulla scena del crimine, indaga sulla morte dell'uomo, facendo venire sull'isola Florence, Dwayne e JP.
La finestra della stanza di Charlie è rotta e mancano il portafoglio e l'orologio della vittima. Sembra che qualcuno lo abbia derubato, ma Martha e Humphrey notano che l'aiuola sotto la terrazza della stanza di Charlie è intatta; questo significa che l'assassino non è fuggito e che è ancora nell'hotel. Charlie era tornato a Saint Marie da qualche mese, dal Sudan, in effetti lui viveva come un giramondo, sono Elliot e sua moglie Linda a occuparsi principalmente dell'albergo. Per raggiungere la camera da letto di Charlie bisognava salire le scale che si affacciano dalla sala ristorante, Humphrey ricorda di aver visto Charlie salire le scale quando tornò in camera ma nessuno lo aveva seguito. Charlie è morto per una ferita da accoltellamento all'addome. JP e Dwayne trovano il coltello usato per l'omicidio, era dentro la lavastoviglie ed è stato completamente ripulito. Humphrey nota che nella stanza di Charlie c'è un pacchetto di sigarette molto vecchio sebbene lui non fumasse. Dwayne scopre che l'hotel sta per dichiarare bancarotta, Elliot vuole continuare vanamente a portarlo avanti per ostinazione, Charlie si era accordato con un avvocato per liquidarlo, ma anche se Elliot non era d'accordo con suo fratello non lo avrebbe mai ucciso.
Humphrey non riesce a capire come abbia fatto l'assassino a raggiungere la stanza di Charlie e a ucciderlo passando per le scale senza che l'ispettore lo vedesse dalla sala ristorante, finché non capisce che stava affrontando la cosa dal punto di vista sbagliato: Charlie è morto nella sua camera da letto ma non è lì che è stato ferito. Florence e Humhpey chiedono a Linda di raggiungerli nella camera da letto dove Charlie è morto spiegandole che hanno capito che è stata lei a ucciderlo. Linda, non potendo convivere con il rimorso, ammette che è lei l'assassina, Humphrey ha capito che lei e Charlie segretamente si amavano, ma tra loro non c'è mai stato nulla, Charlie voleva troppo bene a Elliot per portargli via la moglie, si è sempre ben visto dal stare lontano da Saint Marie proprio per non dover vedere Linda e, una volta venduto l'albergo, sarebbe partito per il Sudan. Linda non poteva accettare di separarsi ancora una volta dall'uomo che amava, e mentre erano in cucina insieme, Linda in piena crisi isterica tentò di minacciarlo con il coltello, Charlie per disarmarla aveva fatto in modo che lei lo ferisse con l'arma, Linda era spaventata, Charlie aveva capito che non avrebbe fatto in tempo a chiamare i soccorso dato che l'albergo è in una zona isolata, quindi per evitare di mettere Linda nei guai aveva messo il coltello nella lavastoviglie, poi con la sciarpa di Linda ha tamponato la ferita e con le poche forze che gli erano rimaste era tornato nella sua camera da letto, quella è stata l'ultima volta che Humphrey lo aveva visto vivo. Quando Charlie era giovane fumava, e Humphrey intuisce che nascondesse le sigarette proprio nella sua camera da letto, solo vedendo le gocce di sangue capisce che il nascondiglio è dietro il battiscopa: lì trova il portafoglio e l'orologio, insieme alla sciarpa insanguinata, nascosti lì da Charlie per far sì che tutti credessero che a ucciderlo fosse stato un ladro (Charlie per rendere più credibile la cosa aveva anche rotto il vetro della finestra) Humphrey ha capito che per fare spazio alla roba era necessario togliere il pacchetto di sigarette che, lasciato in bella vista, gli ha permesso di risolvere il mistero. Prima di arrestare Linda, Humphrey le dà il tempo di raccontare tutta la verità a Elliot.
Ormai a breve Martha tornerà in Inghilterra, Humphrey confessa a Florence che l'imminente partenza di Martha lo fa soffrire, ormai ha capito di amarla anche se lei sembra vedere la loro relazione solo come una storia estiva, e infatti la paura di Humphrey è quella di non rivederla più.

## L'ultima partita
- Titolo originale: Stumped in Murder
- Diretto da: Jermain Julien
- Scritto da: Robert Thorogood e Dan Muirden

### Trama
Mentre i membri del circolo di cricket festeggiano la vittoria di una partita, uno di essi, Jerome, si allontana per prendere delle birre e poi viene ritrovato morto all'esterno dal suo amico Gus. Humphrey e i suoi colleghi cercano di risolvere il caso. Alla festa c'erano Gus, Archer, Sabrina e Torey (rispettivamente moglie e figlio della vittima). Jerome è morto per un colpo d'arma da fuoco e il bossolo viene ritrovato a sei metri dal cadavere. La pistola che ha ucciso l'uomo è la stessa che Gus teneva al sicuro in una cassaforte e solo i membri del circolo conoscevano la combinazione.
Jerome ha sempre convissuto con il rimorso di aver indirettamente condannato il figlio a vivere su una sedia a rotelle per via di una lesione alla colonna vertebrale, Torey era una giovane promessa del cricket, avrebbe anche ottenuto un contratto con una squadra professionista a Dominica, ma Jerome gli comprò un'auto che non fu revisionata, Torey ebbe un incidente stradale, anche se il rimorso di Jerome sembra insensato dato che stando al rapporto l'auto era a norma. Da tempo Jerome e Sabrina stavano risparmiando per mandare Torey in America per un trattamento di elettrostimolazione muscolare. Humphrey corre verso la Jeep della polizia notando che qualcuno ha aperto il cofano e dentro ci trova un pezzo di stoffa. Per qualche misterioso motivo, Jerome prelevava spesso ingenti somme di denaro dal suo conto e Gus rivela a Humphrey che una volta aveva visto Jerome dare dei soldi a Archer.
Humphrey organizza una festa a casa sua per festeggiare la partenza di Martha, insieme a Florence, Patterson e Catherine, ma poi quando Humphrey e Martha rimangono soli, quest'ultima ubriaca sembra voler confessare ad Humphrey l'amore che prova per lui, ma si addormenta prima di poterlo fare.
Humphrey e Florence scoprono che la perizia fatta all'auto di Torey, che accertava che non ci fossero malfunzionamenti, era stata firmata da Archer, il quale gestisce un'officina e a volte viene consultato per perizie meccaniche, quindi vanno a interrogarlo, la loro ipotesi è che avesse scoperto che l'auto che Jerome aveva regalato al figlio era difettosa e che si fosse offerto di falsificare la perizia a patto che lui lo pagasse. Archer afferma che Jerome gli aveva prestato quei soldi solo per aiutarlo dato che Archer ha dei debiti di gioco, ma la perizia non è mai stata falsificata, tanto che l'assicurazione aveva affiancato ad Archer un perito che ha potuto confermarlo. Humhprey nota che la divisa da meccanico che indossa Archer è strappata e ha lo stesso colore del pezzo di stoffa trovato nella Jeep della polizia. Humphrey deduce che è stato Archer a sparare a Jerome, e quando la polizia era venuta per indagare, probabilmente aveva nascosto la pistola nella Jeep, e poi in un secondo momento deve averla recuperata, e nel farlo un pezzo della divisa deve essersi incastrato tra gli ingranaggi dell'auto.
JP e Dwayne seguono Archer fino a una spiaggia e quest'ultimo getta la pistola in acqua, e la polizia la recupera. Adesso hanno tutte le prove per incriminare Archer per la morte di Jerome, ma Humphrey non è soddisfatto, anche perché è impossibile che Archer possa averlo ucciso, dato che quando hanno sparato a Jerome lui era in compagnia di Torey, Gus e Sabrina. Quando Humphrey capisce che nessuno tra i quattro sospettati può essere il colpevole, dato che tutti avevano un alibi, capisce come la vittima è morta.
Humphrey e i suoi colleghi spiegano a Gus, Archer, Torey e Sabrina che nessuno di loro ha ucciso Jerome, perché la verità è che quest'ultimo si è tolto la vita. La perizia non è mai stata falsificata, l'auto era perfettamente a norma, Archer aveva dei debiti di gioco quindi approfittò dell'incidente di Torey per estorcere dei soldi a Jerome facendogli credere l'auto era difettosa ma che avrebbe aggiustato il malfunzionamento nascondendolo all'ispezione del perito assicurativo a patto che Jerome lo pagasse. Ormai Jerome non aveva più soldi, quindi decise di togliersi la vita, e alla festa con la scusa di allontanarsi per prendere delle birre, è uscito prendendo la pistola dalla cassaforte e si è sparato. Ѐ stato Gus il primo a trovare il corpo di Jerome, e infatti Humphrey aveva dedotto che Jeremore portasse con sé un biglietto dove scriveva le ragioni che lo avevano spinto a togliersi la vita, compreso il ricatto di Archer, e dunque Gus avesse trovato il biglietto e lo avesse nascosto nella giacca. La polizia ha trovato la giacca di Gus a casa sua, la stessa che indossava il giorno della morte di Jerome, e dentro trovano il biglietto. Humphrey ha capito che Gus, per farla pagare a Archer per aver indotto l'amico al suicidio, ha manipolato l'indagine fin dall'inizio, ha spostato il bossolo lontano dal corpo in modo che pensassero che gli avessero sparato da lontano, poi ha nascosto la pistola nel cofano della Jeep della polizia, ha strappato un pezzo della divisa da meccanico di Archer per metterlo dentro il cofano della Jeep quando era tornato a riprendere la pistola, che poi ha nascosto nella casa di Archer: lo scopo era quello di incastrarlo per l'omicidio dell'amico. Quando Archer aveva trovato la pistola, nel panico ha cercato di disfarsene, comunque anche se non può essere incriminato per omicidio, Humphrey fa comunque arrestare Archer per ricatto e intralcio alla legge.
Quando Humphrey torna a casa trova una lettera di Martha, la quale ammette che stare insieme a lui a Saint Marie è stata l'esperienza più bella della sua vita, e doversi separare da Humphrey è più doloroso di quanto pensasse e infatti non ha il coraggio di dirgli addio di persona. Infine Martha lascia l'isola in aereo.

## L'uomo in mare (prima parte)
- Titolo originale: Man Overboard: Part 1
- Diretto da: Richard Signy
- Scritto da: Robert Thorogood

### Trama
Humphrey sente la mancanza di Martha. Una sera cena da solo al ristorante di Catherine e nota un uomo di nome Tom Lewis, il quale è in compagnia della sua socia Sophie, si sta avvicinando una violenta tempesta, Humphrey si avvicina a Sophie notando che la donna è agitata, infatti è preoccupata per Tom il quale si era allontanato per controllare la barca, ma ha preso il largo e ora è in pensiero per lui.
Il giorno dopo Humphrey, insieme a Dwayne e Florence, a bordo della barca, raggiunge l'imbarcazione di Tom e lo trovano morto, con una ferita alla testa, all'esterno della barca. Secondo Florence si è trattato di un incidente e probabilmente il boma gli sarà caduto in testa durante la tempesta, ma Humphrey nota che il sangue è secco: pioveva e l'acqua avrebbe dovuto pulirlo, infatti è dell'opinione che sia stato ucciso sotto coperta e che l'assassino poi abbia portato il corpo all'esterno della barca. Florence guarda le segnalazioni del radar di bordo, il quale non solo ha tracciato la traiettoria percorsa dalla barca la sera della tempesta, ma ha rilevato anche la vicinanza di altre barche nei paraggi, e l'unica che si è accostata all'imbarcazione di Tom è quella con cui sono appena arrivati Humphrey e i suoi colleghi.
La barca di Tom viene riportata al porto, Tom insieme a Sophie, si occupava di far fare giri in barca i turisti che vengono a Saint Marie, tra cui un gruppo di donne venute da Redhill, una delle quali riferisce alla polizia di aver visto Tom con in mano una busta piena di soldi. Humphrey trova sulla barca un gemello con inciso un tulipano, scoprendo che è il logo di una banca con sede a Londra, la City Met Bank e infatti JP scopre che tra i clienti di Tom venuti a Saint Marie c'erano quattro dirigenti della banca, Steve Thomas, Dominic Green, Frank Henderson e Martin West i quali però sono appena tornati a Londra.
Patterson autorizza un'indagine congiunta con la polizia di Londra e infatti manda lì Humphrey, Dwayne e Florence, il loro compito sarà quello di collaborare con l'ispettore capo Jack Mooney. Quest'ultimo si rivela un uomo simpatico, ma anche un ottimo investigatore, raggiunta la sede della banca i quattro sospettati ammettono che quei gemelli vengono dati ai dirigenti, ma ora nessuno li porta con sé, quindi è impossibile stabilire a chi appartiene quello trovato nella barca di Tom, inoltre nessuno di loro afferma di conoscerlo.
Dwayne approfitta del tempo a Londra per andare a trovare sua zia che vive lì, ma invece a gran sorpresa trova Nelson, suo padre, il quale abbandonò Dwayne quando era ancora piccolo, era sempre cattivo con il figlio, e anche adesso lo tratta con disaffezione. Martha ha aperto a Londra un bistrot ma Humphrey non ha il coraggio di andare a trovarla. JP, mentre è a Saint Marie, scopre che Tom è nato a Chichester, scoprendo che in gioventù amava la barca a vela e vinse anche una gara, il suo compagno di squadra era Henderson. Quest'ultimo confessa a Mooney e Humphrey che aveva mentito, in effetti lui e Tom erano amici, anche Tom in passato lavorò nel settore bancario, ebbe una crisi quando suo figlio morì mentre erano in barca insieme, Tom iniziò a bere e a diventare violento, venne licenziato fino a trasferirsi a Saint Marie, Henderson e i suoi colleghi erano andati lì per lavoro, incontrare Tom è stata solo una coincidenza.
Humphrey però non riesce a capire come abbia fatto l'assassino ad abbandonare la barca di Tom se il radar non aveva segnalato nessuna imbarcazione avvicinarsi o allontanarsi dalla barca della vittima durante la notte dell'omicidio, ma poi Mooney intuisce che forse l'assassino era sempre stato dentro la barca senza che Humphrey e i suoi colleghi notassero la sua presenza. JP e Patterson controllano l'imbarcazione di Tom e sotto coperta trovano un'intercapedine nascosta, con dentro del rum da contrabbando e la busta dei soldi vista dalla cliente di Tom, è lì che si nascondeva l'assassino quando Humphrey aveva trovato il corpo di Tom. Ormai tutti i sospetti sembrano puntare contro Henderson, ma quando la polizia va da lui in ufficio, lo trovano morto.

## L'uomo in mare (seconda parte)
- Titolo originale: Man Overboard: Part 2
- Diretto da: Richard Signy
- Scritto da: Robert Thorogood

### Trama
A trovare il corpo di Hernderson è stata Katherine Baxter, la donna delle pulizie, la porta dell'ufficio di Henderson era chiusa a chiave, e Steve ha dovuto forzarla colpendola con un estintore. Intanto a Saint Marie, Sophie confessa a JP che Tom guadagnava anche con il contrabbando di rum, ma non sembra che ciò sia riconducibile alla sua morte. Henderson è morto per un colpo d'arma da fuoco, la pistola è accanto al corpo, sembra un suicidio, inoltre manca uno dei suoi gemelli, ciò fa pensare che quello mancante è lo stesso trovato nella barca di Tom, e che Henderson lo aveva ucciso e che poi si è tolto la vita non potendo convivere col rimorso.
La polizia scopre che Henderson pagava le cure psichiatriche di Steve in una clinica, in effetti quest'ultimo è sempre stato un ragazzo complicato e problematico, Henderson è sempre stato amico della sua famiglia e si è preso cura lui di Steve nel corso degli anni, era stato Henderson e procurargli il lavoro in banca. Humphrey entra più in confidenza con Mooney scoprendo che ha una figlia adolescente di nome Siobhan, la moglie invece è morta da poco. Humphrey finalmente va a trovare Martha al bistrot ma lei non ritiene che tra loro possa esserci un futuro, Martha sarebbe più che felice di stare con Humphrey ma il suo posto è a Londra mentre lui ama troppo Saint Marie.
Florence chiede alle risorse umane della banca scoprendo che Katherine non lavora come donna delle pulizia, JP inoltre scavando sul passato di Tom ha scoperto che aveva anche un altro figlio, oltre a quello deceduto, ovvero Steve. Humphrey e Mooney capiscono adesso che ha ucciso Tom e Henderson, arrestando i colpevoli: Katherine e Steve. Il giorno in cui il fratello di Steve morì, Tom portò anche Steve in barca, si scatenò una tempesta, i figli di Tom erano caduti in mare, lui poteva salvarne solo uno, e scelse il figlio più grande, ma non riuscì a salvarlo comunque, Steve invece venne portato in salvo da un'imbarcazione che era nei paraggi. Steve non perdonò mai Tom per non aver tentato di salvare lui, e l'abbandono di Tom peggiorò le cose. Quando Steve e Henderson andarono a Saint Marie con i loro colleghi per affari, incontrarono per caso Tom, tutta la rabbia di Steve riemerse e la sera della tempesta andò nella barca di Tom (vedendolo mentre nascondeva il rum di contrabbando nell'intercapedine) e lo affrontò, uccidendolo, uno dei suoi gemelli gli era caduto, Humphrey ha dedotto che dopo aver messo il corpo di Tom all'esterno della barca e ha ammainato le vele facendo credere che fosse morto per un incidente dovuto alla tempesta, si è poi nascosto nell'intercapedine ed è uscito quando la polizia riportò la barca al porto. Katherine è in realtà la madre di Steve, il suo vero nome è Katherine Thomas (Steve dopo l'abbandono di Tom prese il cognome della madre) lei ha sparato a Henderson, infatti Mooney ipotizza che lui aveva capito che era stato Steve a uccidere il padre, non ha detto nulla alla polizia per dare a Steve l'occasione di confessare il crimine e costituirsi, Katherine si è quindi spacciata per la donna delle pulizie, e dopo aver ucciso Henderson aveva fatto finta che la porta fosse bloccata con la complicità di Steve che a sua volta aveva finto di sfondarla con l'estintore, oltre a rubare uno dei gemelli di Henderson così che la polizia pensasse che fosse lo stesso trovato nella barca di Tom e che fosse stato Henderson a ucciderlo.
Ora che il caso è stato risolto, Dwayne si confronta con Nelson rinfacciandogli il suo odio, ma aggiungendo pure che, anche senza il suo aiuto, è riuscito a diventare un uomo rispettabile. Humphrey decide di non tornare a Saint Marie, capendo che il suo posto è accanto a Martha, baciandola al bistrot davanti a tutti i clienti e dichiarandole il suo amore. Dwayne e Florence tornano a Saint Marie, insieme a Mooney e alla figlia Siobhan, infatti vorrebbero godersi una vacanza sull'isola, alloggiando nel bungalow dove viveva Humphrey. Patterson gli propone di "allungare la vacanza" a tempo indeterminato, infatti sembra tentato di offrire a Mooney il posto vacante di ispettore capo del corpo di polizia di Saint Marie in modo da sostituire di Humphrey.

## Il mistero del settimo anno
- Titolo originale: In the Footsteps of a Killer
- Diretto da: Simon Delaney
- Scritto da: Robert Thorogood e Dana Fainaru

### Trama
Un uomo di nome Tyler McCarthy va alla stazione di polizia per fare luce su un caso che è stato chiuso alcuni anni prima, ovvero l'omicidio di Julie Matlock, apparentemente il caso venne risoldo, a quel tempo l'ispettore capo che si occupò dell'indagine era ancora Charlie Hulme, l'assassina Nadine Hunter venne arrestata, ma Tyler confessa che lei era innocente: la sera dell'omicidio di Julie era con lui, ebbero l'avventura di una notte, non confermò il suo alibi perché andando a letto con Nadine tradì la moglie, i due ormai hanno divorziato, e quindi ha deciso di raccontare la verità, Nadine era innocente, e ormai è morta in prigione per polmonite.
Dato che non è stato ancora trovato un sostituto che abbia rimpiazzato Humphrey come ispettore capo del corpo di polizia di Saint Marie, approfittando della presenza di Mooney, gli viene chiesto di dirigere l'indagine. Julie era a capo di una redazione giornalistica, Nadine era una sua collega, lavorava come fotografa, era una ragazza con manie depressive oltre al fatto che abusava di pillole e alcolici. Tra i colleghi di Julie c'era il marito Ian, si erano messi insieme ai tempi in cui frequentavano l'Università di Manchester, la figlia Grace, Kai Johnson (il marito di Grace) e Tony Garret, i quali avevano tutti un alibi, infatti Julie era da sola alla redazione, c'è una registrazione sulla segreteria del cellulare di Grace dove Julie le spiegava che era al lavoro e che non sarebbe venuta alla cena che avevano in programma e in quel momento si è sentito lo sparo che la uccise. La scrivania di Julie, dove le spararono, era stata lavata con la candeggina per non lasciare tracce, a incriminare Nadine furono la pistola e la sciarpa insanguinata di Julie che vennero trovate nell'auto di Nadine, in effetti è il corpo di Julie non venne mai ritrovato.
Mooney scopre che tutti odiavano Julie, ad esempio il marito si sentiva trascurato dato che lei pensava unicamente al lavoro, Grace la considerava una madre invadente, inoltre non vedeva di buon occhio Kai e non voleva che sposasse la figlia, e non sosteneva gli articoli che Tony desiderava pubblicare. Tra gli effetti personali di Nadine che la polizia ha avuto dal carcere dopo la morte della ragazza, c'è una ciocca di capelli, inoltre Mooney riascolta la registrazione del messaggio che Julie lasciò alla figlia, dopo lo sparo si sente un rumore di sottofondo e poi capisce chi è il colpevole.
Mooney smaschera Ian, il quale stufo della moglie l'aveva tradita con Nadine, quest'ultima si era innamorata di lui e alla fine avrebbe rivelato tutto a Julie, facendo un test del DNA si è scoperto che erano di Ian i capelli, Nadine li aveva conservati. Ian non aveva intenzione di stare con Nadine, e decise dunque di sbarazzarsi sia della moglie che dell'amante, l'alibi di Ian, secondo cui stava lavorando alla casa che lui e la moglie volevano costruire quando Julie venne assassinata alla redazione, viene smontato, quando Mooney scopre che Julie è stata uccisa proprio nella casa: Ian aveva versato la candeggina nella scrivania di Julie così che tutti pensassero che Nadine l'avesse uccisa lì e che avesse tentato di coprire le tracce, mentre Julie era nella casa che era in fase di costruzione Ian in maniera astuta la persuase a telefonare a Grace convincendola a farle credere che era in ufficio e poi le sparò, prese la sciarpa che Julie indossò quando le aveva sparato, sporca del sangue della moglie, e la mise nell'auto di Nadine insieme alla pistola, incastrandola. Mooney ha capito che il rumore che si sentiva dalla registrazione dopo lo sparo è quello della betoniera che veniva usata per i lavori di costruzione dell'abitazione. Ian non si lascia spaventare dato che Mooney ha solo presentato prove circostanziali, ma l'ispettore ha preso in prestito il radar delle ricerche strutturali dal corpo del vigili del fuoco che ha rilevato il corpo di Julie, nel cemento sotto la veranda della casa quando era ancora in fase di costruzione, è lì che Ian lo aveva nascosto.
Mooney, Patterson, Siobhan, Florence, JP e Dwayen vanno al ristorante di Catherine per festeggiare l'arresto di Ian, questo è stato il primo crimine risolto da Mooney da quando è arrivato a Saint Marie, ormai Siobhan ha capito che suo padre si sta legando molto all'isola e che è tentato di rimanere.

## Delitto in cabina
- Titolo originale: Murder in the Polls
- Diretto da: Simon Delaney
- Scritto da: Robert Thorogood e Will Fisher

### Trama
Al St. Anne's Community Centre si tengono le elezioni per il seggio di sindaco, arrivano i tre candidati ovvero Catherine, Peter Baxter e Victor Pearce, quest'ultimo è accompagnato dal figlio Kemar, il reverendo Matthew Dawson e la moglie Judith si occupano di registrare gli elettori venuti a votare in rappresentanza delle due città di Saint Marie (Honoré e Port Royal) e insieme a loro Edwina Bousquet, fedele parrocchiana che si prodiga per aiutare la chiesa. Dwayne viene incaricato di partecipare come sorvegliante. Catherine, Peter, Kemar e Victor entrano nelle cabine elettorali per votare, mentre Edwina notando che il ventilatore è rotto, entra nel magazzino per prenderne un altro, Judith va con lei ad aiutarla a trovarlo, intanto Victor si lamenta dato che la penna trovata nella sua cabina elettorale non funziona, Matthew quindi si avvicina a lui per dargliene un'altra, poi Catherine nota del sangue colare dalla cabina elettorale dove Victor ha votato, e infatti lui esce con un coltello conficcato nella schiena, morendo pochi secondi dopo.
La polizia di Londra vorrebbe che Mooney prendesse una decisione dato che non può prolungare ancora le sue ferie a Saint Marie, Patterson lo esorta a prendere una decisione in merito: o tornare a Londra oppure accettare l'incarico di ispettore capo del corpo di polizia di Saint Marie. Intanto Mooney prende in mano il caso dell'omicidio di Victor, stando a quanto dice Florence lui è nato e cresciuto a Honoré, era un imprenditore di successo, quasi sicuramente avrebbe vinto le elezioni, Judith e Edwina possono fornire un alibi l'una all'altra dato che erano entrambe nel magazzino a cercare un ventilatore, le cabine elettorali dove Peter e Kemar avevano votato erano comunicanti, e in ciascuna di essa si potevano vedere i piedi di colui che era dentro l'altra, tutti e due confermano che l'altro non si era allontanato dalla cabina, pertanto nessuno dei due può averlo ucciso, lo stesso vale anche per Matthew, infatti Kemar conferma che il reverendo, dopo aver consegnato una penna a Victor, si era allontanato e quest'ultimo era ancora vivo. Dwayne aveva sorvegliato dall'esterno dell'edificio la porta di ingresso e nessuno oltre ai sei sospettati era entrato o uscito, c'è una porta di emergenza ma può essere aperta solo dall'interno. Effettivamente solo Catherine sembra l'unica che avesse l'opportunità di ucciderlo, le cabine elettorali dove lei e Victor avevano votato erano comunicanti, e lei avrebbe avuto il tempo di ucciderlo.
La stampa si accanisce contro Catherine accusandola di essere la principale sospettata dell'omicidio del rivale, ma JP scopre che anche Matthew e Judith avevano un movente per ucciderlo: Victor voleva distruggere l'orfanotrofio gestito dai due coniugi, il quale ospita solo tre bambini, per costruirci un villaggio turistico, Matthew e la moglie avevano tentato di adottarli ma la procedura legare è troppo complicata, se l'orfanotrofio fosse andato distrutto i bambini sarebbero stati affidati a delle strutture in altre isole. Florence scopre che Victor e Edwina erano compagni di scuola al liceo, ed erano anche fidanzati, Edwina ammette che si erano frequentati per qualche mese, ma lui la lasciò dato che non voleva legami sentimentali visto che desiderava concentrarsi solo sulle sue ambizioni.
JP nota un appunto sull'agenda della vittima, che accenna a un hotel, e scoprono che lì Peter si vede di nascosto con la sua amante. Dwayne scopre da una sua fonte che è stato Peter a forzare la stampa per calunniare Catherine, inoltre Peter ammette che Victor lo aveva messo davanti a una scelta: ritirarsi dalla campagna elettorale, in caso contrario avrebbe fatto sapere a tutti che era un adultero. Peter spiega a Mooney e Florence che non si lasciò ricattare anche perché aveva scoperto pure lui un segreto compromettente sul passato di Victor, lui aveva avuto una figlia illegittima prima di sposarsi. Mooney ritorna sulla scena del crimine cercando di ricostruire la dinamica dei fatti capendo finalmente chi ha ucciso Victor senza farsi notare dagli altri.
Mooney fa convocare Catherine, Peter, Kemar, Judith, Matthew e Edwina spiegando che l'assassino di Victor non ha agito da solo, aveva un complice, a ucciderlo è stata Edwina, la quale si rivela essere la madre di Judith. Quest'ultima è la figlia illegittima di Victor, il quale aveva lasciato Edwina dopo averla messa incinta, lei abbandonò Judith affidandola a un orfanotrofio, Victor distruggendolo avrebbe tolto a Judith i bambini che lei ama tanto, quindi Edwina decise di ucciderlo con l'aiuto della figlia. Judith aveva manomesso il ventilatore in modo che Edwina con il pretesto di andare nel magazzino per prenderne uno di riserva si allontanasse e Judith la seguì fingendo di aiutarla, Catherine e Victor erano nelle cabine comunicanti, e a causa delle tende era impossibile capire dove fosse l'uno e dove fosse l'altra, quindi Judith mise una penna che non funzionava in una delle due cabine, non era importante chi tra Catherine e Victor avrebbe avuto la penna difettosa, ciò che era importante era individuare l'esatta cabina dove si trovava Victor in base a chi tra lui o Catherine si sarebbe affacciato per chiedere una penna di riserva. Matthew consegnò a Victor un'altra penna, e quando il reverendo si girò dopo avergliela data, Edwina ne approfittò per avvicinarsi a Victor pugnalandolo alla schiena per poi allontanarsi.
Dopo l'arresto di Edwina e Judith, come unica candidata ancora in gara Catherine diventa il sindaco di Saint Marie, è implicito che Dwayne abbia costretto Peter a ritirarsi dalle elezioni con la minaccia di rendere pubblica la sua relazione extraconiugale. Siobhan e Mooney decidono di trasferirsi a Saint Marie e quindi Mooney accetta ufficialmente il posto di ispettore capo.